# NPRL3
NPRL3‏ (NPR3 like, GATOR1 complex subunit) هوَ بروتين يُشَفر بواسطة جين NPRL3 في الإنسان.